# So Cool (album)
Albums de Sistar
Alone
(2012)
Singles
1. Push Push
Sortie : 3 juin 2010
2. Shady Girl
Sortie : 25 août 2010
3. How Dare You
Sortie : 3 décembre 2010
4. So Cool
Sortie : 9 août 2011

So Cool est le premier album studio du girl group sud-coréen Sistar. Il est sorti le 9 août 2011 avec le titre promotionnel du même nom.

## Liste des titres
| Liste des titres | Liste des titres                                              | Liste des titres | Liste des titres | Liste des titres | Liste des titres | Liste des titres | Liste des titres | Liste des titres | Liste des titres |
| No               | Titre                                                         | Auteur           | Durée            |                  |                  |                  |                  |                  |                  |
| ---------------- | ------------------------------------------------------------- | ---------------- | ---------------- | ---------------- | ---------------- | ---------------- | ---------------- | ---------------- | ---------------- |
| 1.               | Let’s Get the Party Started                                   | Maboos           | 1:07             |                  |                  |                  |                  |                  |                  |
| 2.               | So Cool (쏘쿨; Ssokul)                                        | Brave Brothers   | 3:21             |                  |                  |                  |                  |                  |                  |
| 3.               | Girls Do It                                                   | ROVIN            | 3:26             |                  |                  |                  |                  |                  |                  |
| 4.               | Follow Me                                                     | ROVIN            | 3:16             |                  |                  |                  |                  |                  |                  |
| 5.               | New World                                                     | ROVIN            | 3:22             |                  |                  |                  |                  |                  |                  |
| 6.               | I Don't Want a Weak Man (약한 남자 싫어; Yakhan Namja Silteo) | Minfee           | 3:00             |                  |                  |                  |                  |                  |                  |
| 7.               | How Dare You (니까짓게; Nikkajitge)                           | Brave Brothers   | 3:06             |                  |                  |                  |                  |                  |                  |
| 8.               | Over                                                          | Brave Brothers   | 3:19             |                  |                  |                  |                  |                  |                  |
| 9.               | Oh Baby                                                       | Brave Brothers   | 3:07             |                  |                  |                  |                  |                  |                  |
| 10.              | Shady Girl (가식걸; Gasikgeol)                                | Brave Brothers   | 3:14             |                  |                  |                  |                  |                  |                  |
| 11.              | Push Push (푸시푸시; Pusi Pusi)                               | Brave Brothers   | 3:07             |                  |                  |                  |                  |                  |                  |
| 12.              | Ma Boy (Special version)                                      | Brave Brothers   | 3:17             |                  |                  |                  |                  |                  |                  |
| 36:37            |                                                               |                  |                  |                  |                  |                  |                  |                  |                  |

## Classement
| Classement               | Meilleure position |
| ------------------------ | ------------------ |
| Gaon Weekly album chart  | 10                 |
| Gaon Monthly album chart | 10                 |
| Gaon Yearly album chart  | 81                 |

### Ventes et certifications
| Classement          | Quantité       |
| ------------------- | -------------- |
| Gaon physical sales | Plus de 25 000 |

## Historique de sortie
| Pays         | Date        | Format                       | Label                                     |
| ------------ | ----------- | ---------------------------- | ----------------------------------------- |
| Corée du Sud | 9 août 2011 | CD, téléchargement numérique | Starship Entertainment LOEN Entertainment |
| Monde entier | 9 août 2011 | Téléchargement numérique     | Starship Entertainment LOEN Entertainment |